# Fonte Paredes
Fonte Paredes es una aldea española situada en la parroquia de Ons, del municipio de Brión, en la provincia de La Coruña, Galicia.

## Demografía
| Gráfica de evolución demográfica de Fonte Paredes entre 2000 y 2018 |
|                                                                     |
| Datos según el nomenclátor publicado por el INE.                    |